# Alter Friedhof (Schweinfurt)
Der Alte Friedhof ist eine Parkanlage in Schweinfurt. Das Gelände wurde vom 16. bis zum 19. Jahrhundert als Friedhof genutzt.

## Lage

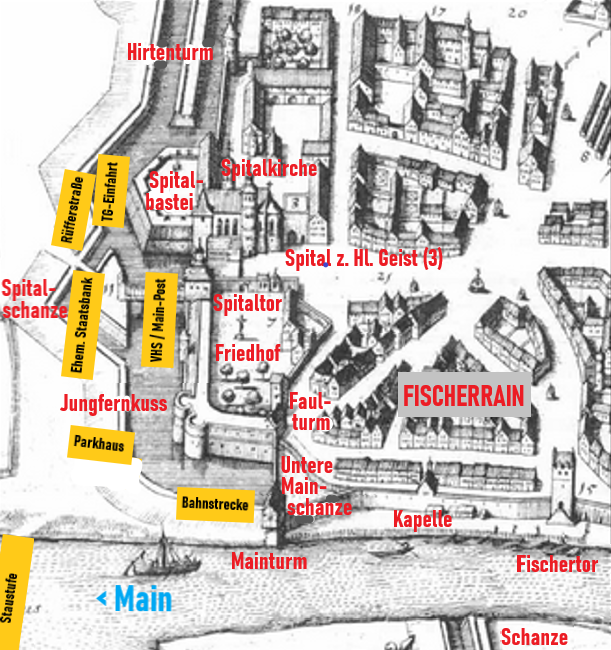
Merianplan von 1556.
Ausschnitt Bereich um Alten Friedhof.
Rote Schrift: auf Merianschen Plan.
Schwarze Schrift: heutiger Bestand

Der Alte Friedhof liegt in der südwestlichen Ecke der Altstadt, zwischen Main und Heilig-Geist-Kirche, unmittelbar westlich des Altstadtquartiers Fischerrain, an der Schultesstraße.

## Geschichte

### Bisherige Friedhöfe in Schweinfurt
Im Laufe der Stadtgeschichte gab es in Schweinfurt zuvor bereits mehrere Friedhöfe: an der alten Kilianskirche, am Benediktinerkloster, an der St.-Johannis-Kirche, an der Kilianskapelle, an der Kreuzkirche in Oberndorf, das seit 1436 zur Reichsstadt Schweinfurt gehörte und einen jüdischen Friedhof am Jägersbrunnen (siehe: Jüdischer Friedhof Schweinfurt, Mittelalterlicher Friedhof).

### Nutzung als Friedhof
Der Alte Friedhof war ursprünglich der Klostergarten des 1367 gegründeten Karmeliterklosters.
Das Kloster lag außerhalb der Stadtmauer, in südwestlicher Richtung. Das Areal diente im Zweiten Markgrafenkrieg (1552–1554) als Ort einer Geschützstellung. Das Kloster wurde dabei schwer beschädigt und 1560 abgebrochen. Das Gelände wurde beim Wiederaufbau der Stadt als Friedhof bestimmt.
Der Friedhof an der St.-Johannis-Kirche wurde jedoch bis etwa 1575 genutzt. und erst ab dann der neue Friedhaf im Klostergarten, da man damals in Franken eine große Abneigung hatte, sich als Erster auf einem neuen Friedhof beerdigen zu lassen. Der älteste erhaltene Grabstein von Klas Sellmann stammt aus dem Jahr 1535. Er befindet sich an der südlichen Friedhofsmauer in Richtung Main. Im Dreißigjährigen Krieg (1618–1648) wurde 1634/35 der Friedhof als Pestfriedhof erweitert, als „Äußerer Friedhof“ außerhalb des ehemaligen Klostergartens.
Bis 1874 diente der Alte Friedhof als Friedhof der Stadt, etwa 40.000 Schweinfurter Bürger wurden dort beerdigt. Da er zu klein geworden war, wurde am damaligen Stadtrand der heutige Hauptfriedhof im Nördlichen Stadtteil eröffnet.

### Kriegerdenkmal
Das Denkmal von 1895 erinnert an die Gefallenen des Deutsch-Französischen Kriegs von 1870/71. Zwei erhaltene, auf Mauern ruhende Löwen aus Sandstein von Ignatius Taschner flankierten das Denkmal, das im Zweiten Weltkrieg eingeschmolzen wurde. Das Kriegerdenkmal ist als Baudenkmal in die Liste des Bayerischen Landesamtes für Denkmalpflege unter der Nummer D-6-62-000-140 eingetragen.

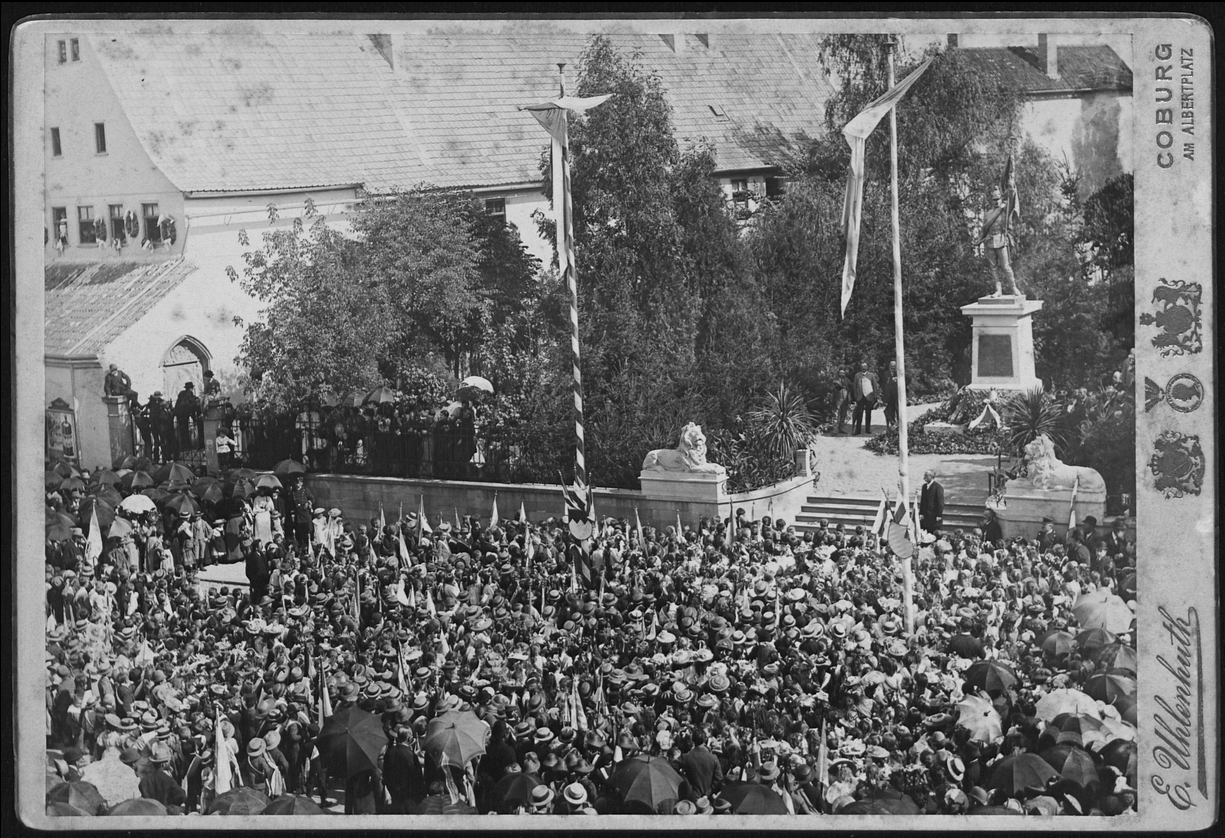
Einweihung des Kriegerdenkmals am Alten Friedhof 1895
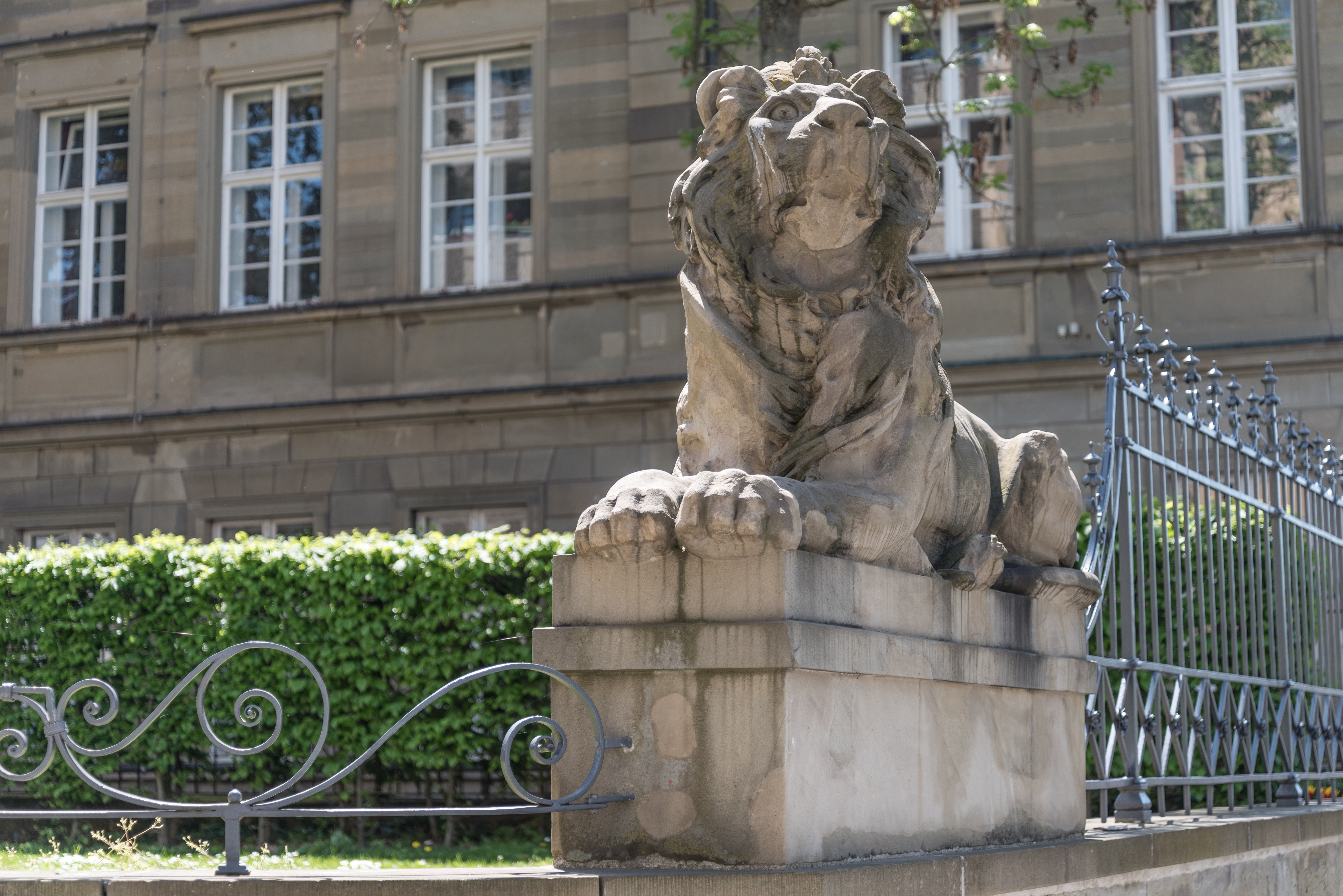
Löwe aus Sandstein am einstigen Kriegerdenkmal

### Umgestaltung zur Grünanlage
Ab 1949 wurde der Alte Friedhof unter Beibehaltung des alten Baumbestandes als Grünanlage umgestaltet.
Sie wurde im Laufe der Zeit etwas vernachlässigt und die Stadt entschloss sich im Jahre 2009, die Anlage wieder herzurichten. Nach Plänen von 1806 und 1834 wurde der Grundriss der Grünanlage unter Berücksichtigung der Grundstrukturen der einzelnen Epochen weitgehend rekonstruiert. In der Mitte wurde ein Rondell geschaffen, zu dem aus in vier Richtungen Wege führen und es wurden Säulenhainbuchen gepflanzt.
Die beiden Löwen, die ein Kriegerdenkmal am Eingang des Alten Friedhofs flankierten, wurden restauriert und 2011 wieder aufgestellt. Das Denkmal war im Zweiten Weltkrieg eingeschmolzen worden.

### Jungfernkuss
Die Südwestmauer des Alten Friedhofs ist identisch mit der Südwestecke der einstigen Stadtbefestigung. Im 16. und 17. Jahrhundert standen dort zwei Türme. Im Jahr 2007 wurde ein Wehrturm entdeckt, der sogenannte „Jungfernkuss“, der restauriert wurde. Die Stadtbefestigung ist unter der Aktennummer: D-6-62-000-110 als Baudenkmal in der Bayerischen Denkmalliste eingetragen.

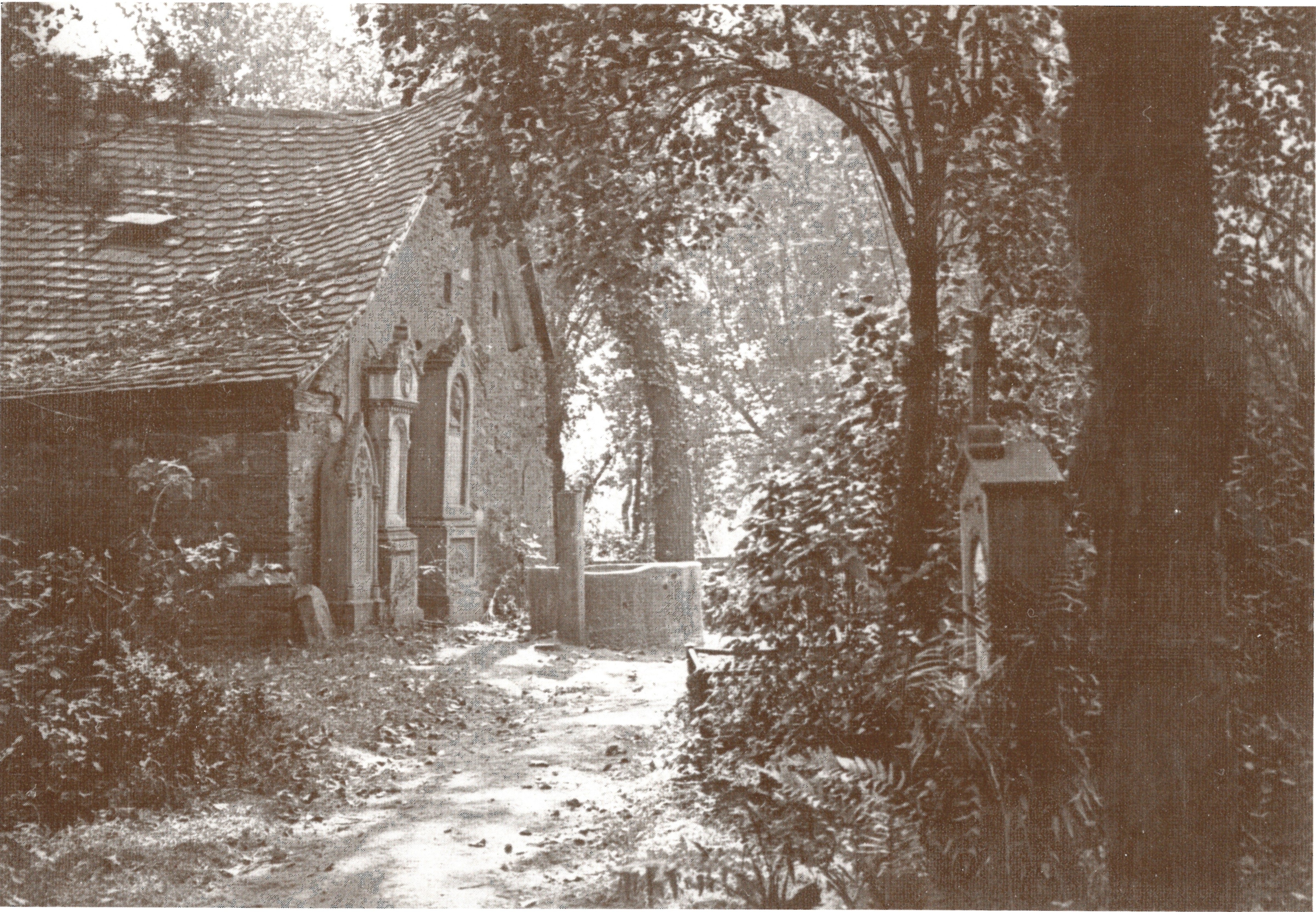
Ostseite des Alten Friedhofs, am Fischerrain, mit Brunnen. Foto 19. Jahrhundert
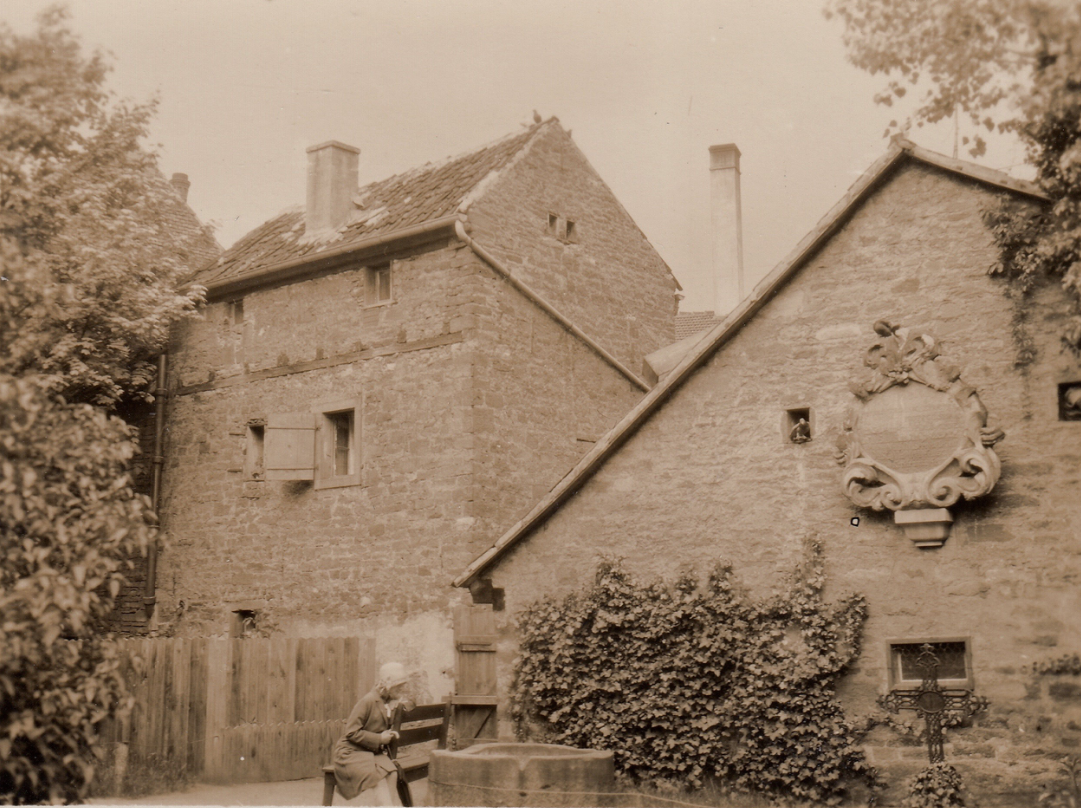
ebd. Foto um 1900
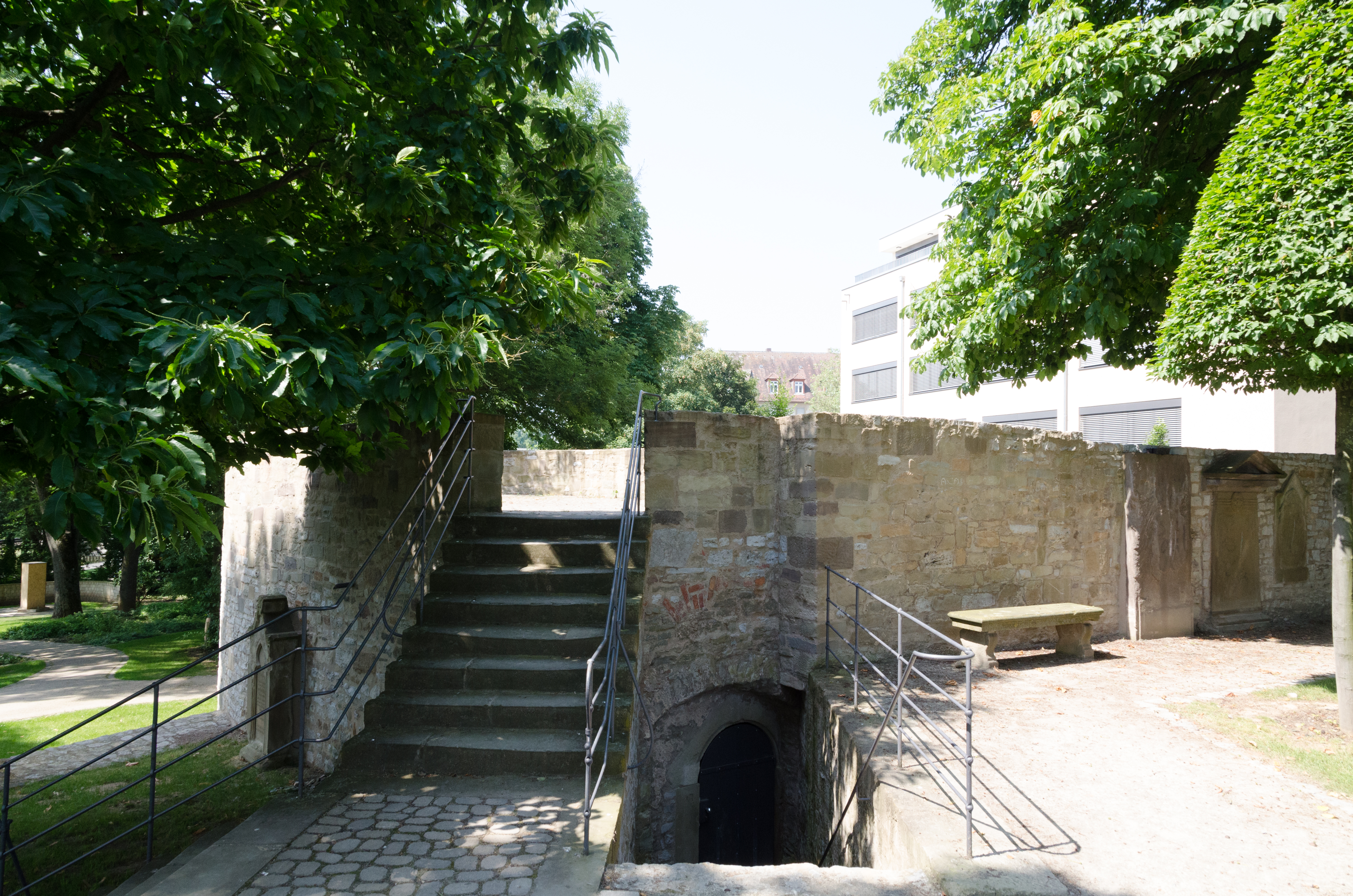
Der sogenannte Jungfernkuss, ein 2007 entdeckter Wehrturm an der Stadtmauer
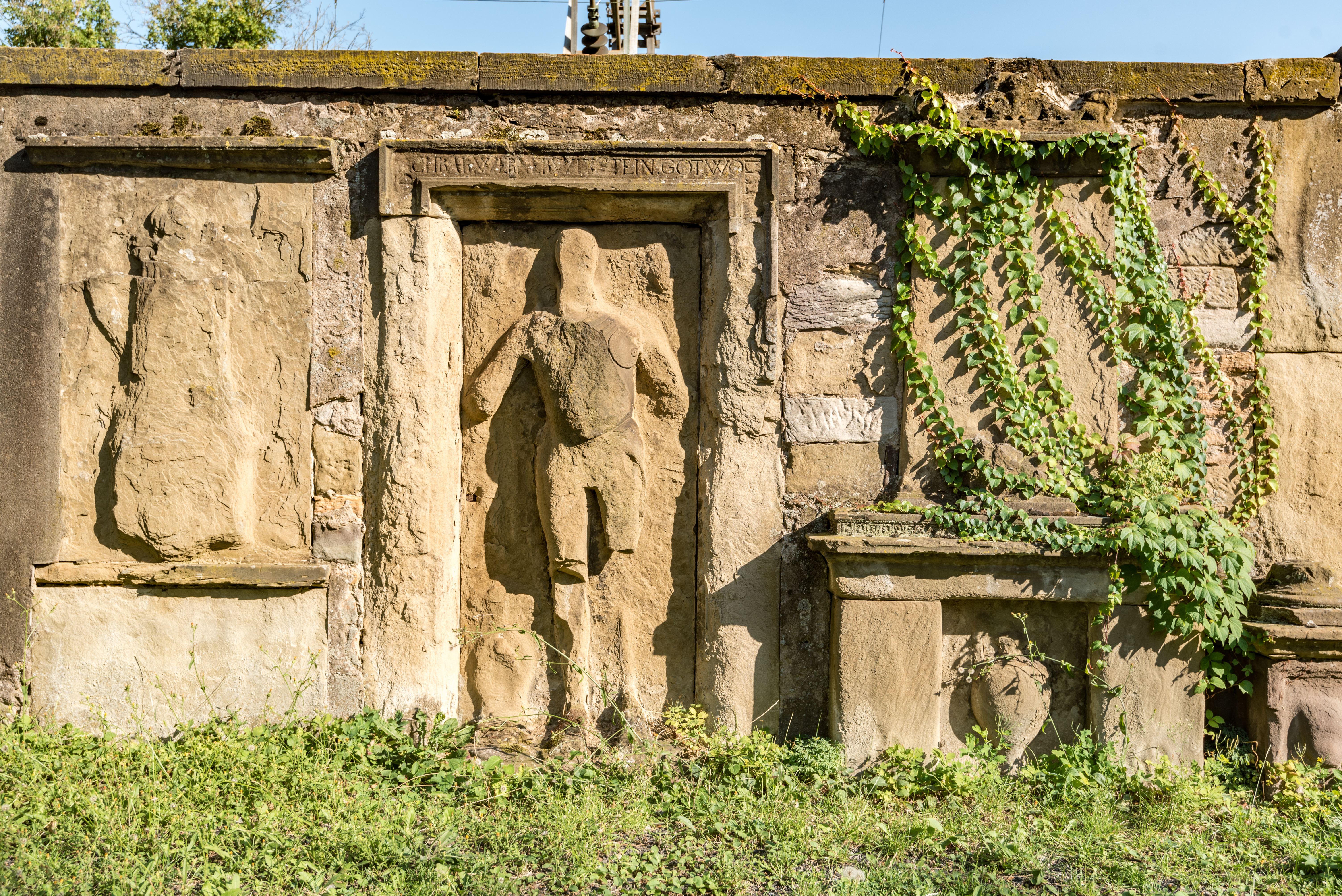
Südliche Friedhofsmauer, am Main

## Ruhestätte bekannter Persönlichkeiten
Auf dem Alten Friedhof sind die beiden ersten Präsidenten und Gründer der Deutschen Akademie der Naturforscher Leopoldina und heutigen Nationalen Akademie der Wissenschaften Johann Lorenz Bausch und Johann Michael Fehr begraben, außerdem die Eltern des in Schweinfurt geborenen Dichters und Orientalisten Friedrich Rückert, Johann Adam und Maria Barbara Rückert, sowie seine Schwester Maria Rückert. Die Rückert-Grabsteine sind im Gegensatz zu den meisten anderen in gutem Zustand.

## Mahnmale
Im Alten Friedhof befinden sich der Gedenkstein für die Opfer von Flucht, Vertreibung und Zwangsarbeit und das Mahnmal für die Deportation der Sinti und Roma.

## Legenden
Der Name Jungfernkuss stammt vermutlich aus der Zeit um 1800. Nach einer Legende wurde in und nach der Zeit des Karmeliterklosters in diesem Turm  gefoltert. Es habe dort eine Eiserne Jungfrau gestanden, bei deren Kuss der Gefolterte von scharfen Schwertern enthauptet und sein Kopf in den Wassergraben unterhalb des Turms befördert wurde.